# Побединское
Побединское — село в Грозненском районе Чеченской Республики. Административный центр Побединского сельского поселения.

## География
Село расположено в Алханчуртской долине, на берегу Алханчуртского канала, в 4 км к северо-западу от города Грозный.
Ближайшие населённые пункты: на юго-востоке — село Красностепновское, на юго-западе — посёлок Гунюшки, на западе — село Радужное и посёлок Долинский, на северо-востоке — станица Первомайская и на востоке с северо-западными окраинами города Грозный — Артёмовка и Подгорный.

## История
В 1977 году указом Президиума ВС РСФСР посёлок центральной усадьбы совхоза «Грозненский молочный» был переименован в село Побединское.

## Население
| 1939 | 1990  | 2002  | 2010  | 2021  |
| ---- | ----- | ----- | ----- | ----- |
| 1576 | ↗4025 | ↘3551 | ↘3540 | ↗4278 |

Национальный состав (2002 г.):
- чеченцы — 3510 чел. (98,8 %)
- другие — 41 чел. (1,2 %)

## Образование
- Побединская муниципальная средняя общеобразовательная школа[12].